# Nassauplein (Amsterdam)

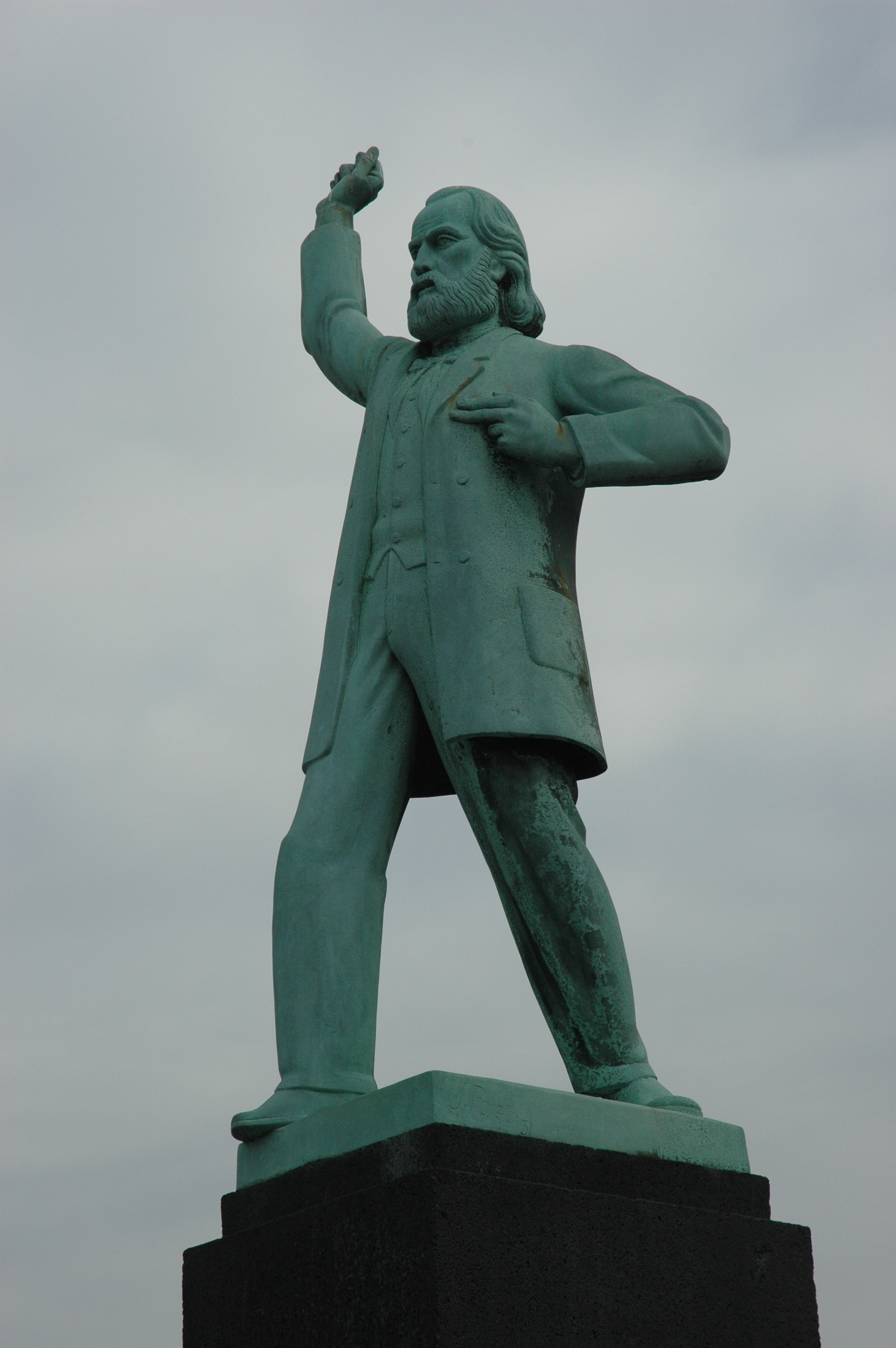
Standbeeld van Domela Nieuwenhuis

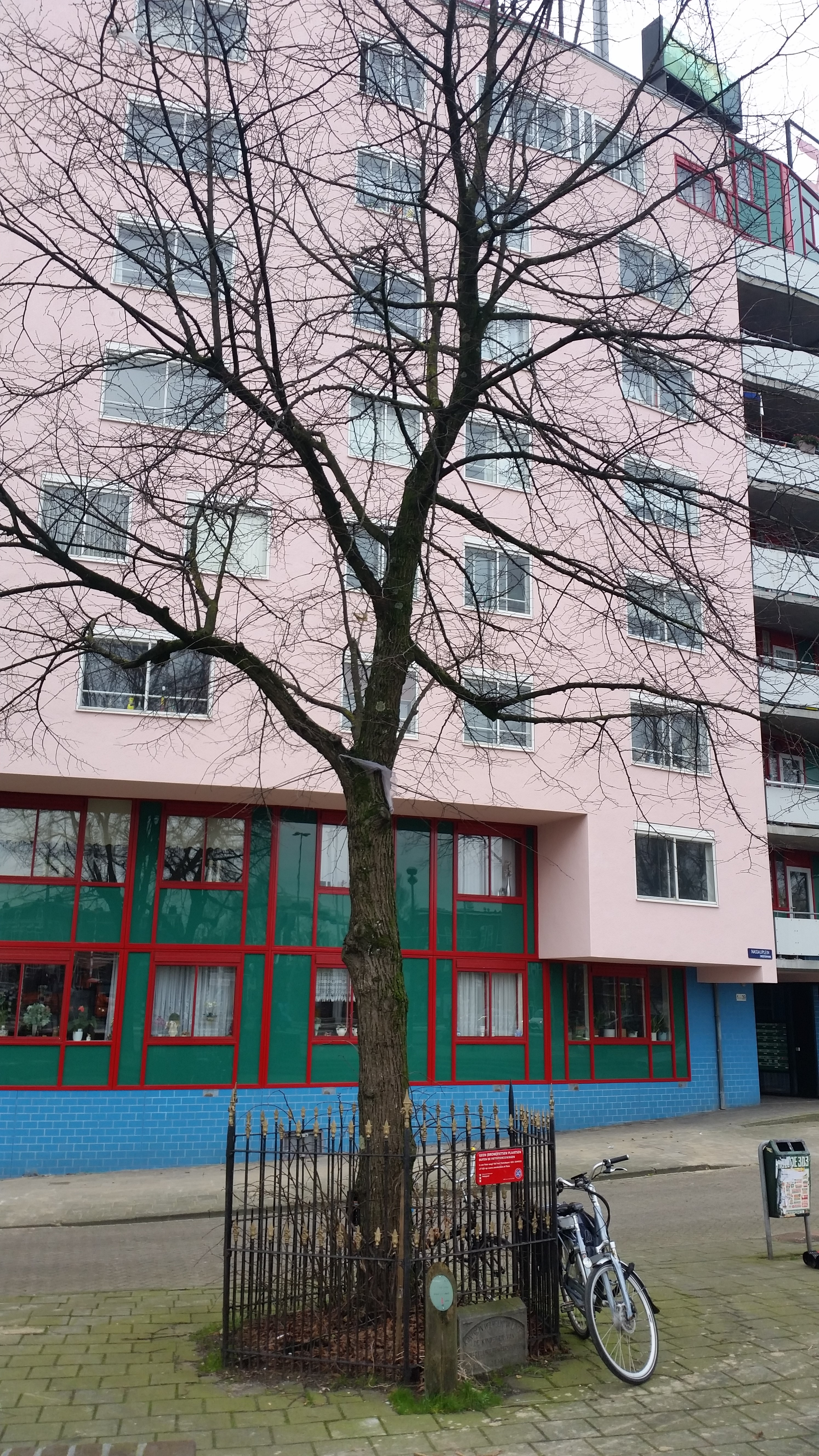
Koningin Wilhelminalinde (januari 2020)

Het Nassauplein in Amsterdam is een plein in Amsterdam-West.

## Geschiedenis en ligging
Het plein kreeg op 20 januari 1886 per raadsbesluit zijn naam met de omschrijving 'plein aan het begin van de Nassaukade en Haarlemmerweg' en kreeg net als de Nassaukade (vernoemd op 19 november 1879) een vernoeming naar het vorstenhuis Oranje-Nassau.  
Het plein wordt aan drie zijden omringd door water met bruggen daarover. Aan de oostzijde ligt het water van de Singelgracht met daarover de Willemsbrug (brug 151) richting Haarlemmerplein. Aan de noordzijde is er nog een stukje Haarlemmertrekvaart te vinden met daarover de Mirakelbrug (brug 152) richting Westerpark en Spaarndammerbuurt. Aan de westkant ligt de een nauw stukje Kostverlorenvaart dat nauwelijks bevaren wordt met daarover brug 347 richting Haarlemmerweg. Aan de zuidkant ligt de Staatsliedenbuurt met hier drie straten: de De Wittenkade (op de oever van de Kostverlorenvaart), de De Wittenstraat en de Nassaukade (op de oever van de Singelgracht).

## Gebouwen
Een groot deel van de oorspronkelijke bebouwing is in de loop der jaren verdwenen of niet meer zichtbaar. Er zijn nog twee grote gebouwen over:
- Nassauplein 1-39 betreft een acht verdiepingen hoge flat met ronde gevel in de zachtroze kleur te vergelijken met spekjes; hier stond tot circa 1969 bebouwing (huisnummers 9-16) die aansloot bij de bebouwing uit laat 19e eeuw van de De Wittenstraat, dat blok moest rond 1969 plaatsmaken voor een ruimer Nassauplein, dat op de hoofdverkeersroute Amsterdam-Haarlem kwam te liggen; rond 1988 kwam er de nieuwe verbouwing naar een ontwerp van Patrice Girod en Reynoud Groeneveld[1]; het gebouw staat plaatselijk bekend als Roze olifant of Roze toren; het was de eerste hoogbouwflat in een 19e-eeuwse Amsterdamse wijk, dat mogelijk werd door aanpassing van de bouwverordening;
- Nassauplein 40-47 is een gebouw, dat uit 1879 stamt en ontworpen is door Nicolaas Vos; het werd later steeds aangepast aan het gebruik (het was zelfs hulpkantoor voor de Stadsbank van Lening), waarbij er een etage bij kwam;[2] in 1994 werd het zodanig verbouwd zodat het geschikt werd voor bewoning voor een- of tweepersoonshuishoudens [3]
- Nassauplein 60 (een kiosk), 62 (aan te wijzen standplaats) en 64 (brugwachtershuisje) zijn enkele kleine gebouwtjes waarvan het brugwachtershuisje uiteindelijk het oudste gebouwtje aan het plein is; het stamt uit 1933 en is van de hand van architect Piet Kramer van de Dienst der Publieke Werken die ook de Willemsbrug en de Mirakelbrug ontwierp en zo vanuit een huisje twee bruggen kon laten bedienen. Het huisje is het enige monument, een gemeentelijk monument, omdat de bijbehorende Willemsbrug dat is.

## Kunst
Voor kunst in de openbare ruimte is er het Standbeeld van Domela Nieuwenhuis van Johan Polet tussen de Willemsbrug en Mirakelbrug in. Ver boven ooghoogte op de acht etages hoge flat staat het kunstwerk Light sculpture van Noel Harding. Het oudst is echter de informatiesteen voor de Wilhelminalinde uit najaar 1898. Er werd toen op initiatief van de Prinses Wilhelminabewaarschool in de Egelantiersstraat (in navolging van andere steden), en refererend aan de troonsbestijging van Koningin Wilhelmina der Nederlanden een linde geplant. Volgens een infobord werd in 1965 een nieuwe tilia x europaea geplant.

## Verkeer en vervoer
Hier vertrokken van 1632 tot 1889 de trekschuiten naar Halfweg en Haarlem. Ten noorden van de Haarlemmertrekvaart lag van 1842 tot 1878 het Station Amsterdam Willemspoort, begin- en eindpunt van de spoorlijn naar Haarlem, in 1890 werd op het vrijgekomen terrein het Westerpark aangelegd.
Van 1882 tot 1922 en van 1932-1951 was het Nassauplein het vertrekpunt en tussentijds halte voor de tram naar Sloterdijk. Aanvankelijk een stoomtram, daarna tot 1916 een paardentram en tot 1951 een elektrische tram (1916-1922 lijn 12 en vanaf 1922 lijn 18) die in 1951 in een buslijn werd omgezet die er tot 1974 zijn standplaats had. Tussen 1906 en 1955 kwam ook de tram naar de Spaarndammerbuurt langs het Nassauplein. Tot 1944 was dit lijn 5, vanaf 1945 lijn 12. In 1955 werd de tramlijn vervangen door een buslijn die er heden ten dage (gegevens 2021) nog steeds een halte heeft.